# استوکولکینو
استوکولکینو (انگلیسی: Stukolkino) یک شهرک در شهرستان اوفیمسکی استان باشقیرستان کشور روسیه است.